# Argo (przedsiębiorstwo)
Z.P.H. ARGO Sp. z o.o. – polski producent słodyczy z Łańcuta w województwie podkarpackim. Założony w 1992 roku przez rodzinę Argasińskich produkuje ponad 5 mln kilogramów słodyczy rocznie, z czego ponad 100 mln sztuk lizaków. Wyroby firmy dystrybuowane są na terenie całej Polski. Eksport obejmuje większość krajów Europy, m.in. Niemcy, Austrię, Czechy, Grecję, a także kraje spoza kontynentu: USA, Kanadę, Izrael, Zjednoczone Emiraty Arabskie i Libię.

## Produkty
Wyroby firmy to cukierki nadziewane i twarde, lizaki tradycyjne i nadziewane, a także wyroby czekoladowe i gumy balonowe oraz ręcznie wytwarzane słodycze świąteczne. 

## Certyfikaty
W 2007 roku firma otrzymała Certyfikat IFS (International Food Standard), potwierdzający wysoką jakość produktów zgodną ze standardami bezpieczeństwa żywności oraz i innowacyjność w zakresie technologii produkcji. Firmę dwukrotnie ujęto w rankingu „Gazele Biznesu” uwzględniającym dynamicznie rozwijające się przedsiębiorstwa.